# Marvin Plattenhardt
Marvin Plattenhardt (Filderstadt, 26 de janeiro de 1992) é um ex-futebolista profissional alemão que atuava como lateral-esquerdo.

## Carreira
Marvin Plattenhardt começou a carreira no 1.FC Frickenhausen. Depois, passou pelo FV 09 Nürtingen e pelo Reutlingen. Em 2008, Marvin foi para o Nürnberg, onde fez grande parte de sua carreira. Ele jogou pelo Hertha Berlin de 2014 até 2023, quando anunciou sua aposentadoria.

## Títulos
Seleção Alemã
- Eurocopa Sub-17: 2009
- Copa das Confederações FIFA: 2017